# Éric Bocquet
Pour les articles homonymes, voir Bocquet.
Éric Bocquet, né le 8 novembre 1957 à Marquillies, est un homme politique français. Membre du Parti communiste français, il est maire de Marquillies de 1995 à 2017 et sénateur du Nord de 2011 à 2024. Il est de nouveau maire de Marquillies en 2025.

## Biographie
Né à Marquillies, Éric Bocquet est le frère d'Alain Bocquet, ancien député du Nord et ancien maire de Saint-Amand-les-Eaux. Il est professeur d’anglais pendant trente ans.

## Fonctions électives

### Maire
Élu maire de Marquillies en 1995, il est réélu à chaque scrutin municipal depuis cette date. Il est également conseiller communautaire de Lille Métropole Communauté urbaine. À l'occasion des élections législatives de 2007, il se présente dans la onzième circonscription du Nord mais est éliminé dès le premier tour en n'obtenant que 5,61 % des suffrages.
En 2017, pour se conformer à la législation limitant le cumul des mandats en France, il démissionne de son mandat de maire de Marquillies. Il est remplacé le 20 novembre 2017 par Dominique Dhennin, tout en restant conseiller municipal de sa commune.
À l'issue d'élections municipales organisées à Marquillies en raison de la démission d'une partie du conseil, la liste qu'il conduit arrive en tête. Il est réélu maire de la commune le 2 février 2025.

### Sénateur
Pour les élections sénatoriales de 2011, il est désigné tête de liste du Parti communiste français dans le département du Nord. Le 25 septembre 2011, il est élu sénateur du Nord. Il est inscrit dans le groupe communiste, républicain et citoyen (CRC) et siège à la commission des finances et à celle des affaires européennes.
Il est spécialiste de la finance mondialisée, de l’évasion et de la fraude fiscale et des paradis fiscaux.
De nouveau candidat pour les élections sénatoriales de 2017, aucune banque n'accepte de lui ouvrir un compte de campagne. Des refus qui pourraient s'expliquer par la parution de son livre, Sans domicile fisc, dans lequel il analyse l'évasion fiscale. Il conduit la liste « l'Humain d'abord ! au Cœur de la République » et est réélu le 24 septembre 2017.
Il devient secrétaire du Sénat à compter du 4 octobre 2017, fonction qu'il conserve jusqu'au 5 octobre 2020, et il est nommé vice-président de la commission des finances à partir du 5 octobre 2017.
Après l'élection présidentielle de mai 2017, Éric Bocquet et son frère Alain adressent au nouvel élu, Emmanuel Macron, une lettre demandant de plaider pour « l’idée française d’une COP mondiale de la finance et de la fiscalité sous l’égide de l’ONU », proposition avancée dans leur livre Sans domicile fisc.
Réélu sénateur en 2023, il démissionne de son mandat en octobre 2024 afin de « passer la main à la génération suivante ». Alexandre Basquin, maire de la commune d’Avesnes-les-Aubert, lui succède.

## Publications
- Sans domicile fisc, co-écrit Alain Bocquet, Le Cherche midi, Collection « Documents », Paris, 2016, 288 p.  (ISBN 978-2-7491-5108-3)
- Milliards en fuite !, co-écrit avec Alain Bocquet, Le Cherche-Midi, Paris, 2021, 224 p.  (ISBN 978-2749168852)
- La dette à perpète ? les nœuds d'une bataille idéologique, Le Temps des cerises, 2023, 200 p.  (EAN 9782370712851)

## Récompense
Le 26 janvier 2018, Alain et Eric Bocquet reçoivent de l’association Anticor un Prix Éthique 2018 pour récompenser leur « combat pour l’égalité des citoyens devant l’impôt ».

## Mandats

### Sénateur
- Depuis le 1er octobre 2011 : Sénateur du Nord

### Conseiller municipal / Maire
- 25 juin 1995 - 18 mars 2001 : maire de Marquillies
- 18 mars 2001 - 16 mars 2008 : maire de Marquillies
- 16 mars 2008 - 20 novembre 2017 : maire de Marquillies
- 20 novembre 2017 - 2 février 2025 : conseiller municipal de Marquillies
- Depuis le 2 février 2025 : maire de Marquillies